# Wilhelm Krüger (Politiker, 1896)
Wilhelm Krüger (* 26. Oktober 1896 in Bremen; † 24. August 1970) war ein deutscher Politiker und Mitglied der Bremischen Bürgerschaft (SPD).

## Biografie
Krüger war als Angestellter in Bremen tätig.
Er war Mitglied in der SPD und in verschiedenen Funktionen aktiv. Er war für die SPD von 1951 bis 1963 in der 3., 4. und 5. Wahlperiode zwölf Jahre lang Mitglied der Bremischen Bürgerschaft und in der Bürgerschaft in verschiedenen Deputationen tätig.